# Hans Gillhaus
Hans Gillhaus (sinh ngày 5 tháng 11 năm 1963) là một cầu thủ bóng đá người Hà Lan.

## Đội tuyển bóng đá quốc gia Hà Lan
Hans Gillhaus thi đấu cho đội tuyển bóng đá quốc gia Hà Lan từ năm 1987 đến 1994.

## Thống kê sự nghiệp
| Đội tuyển bóng đá Hà Lan | Đội tuyển bóng đá Hà Lan | Đội tuyển bóng đá Hà Lan |
| Năm                      | Trận                     | Bàn                      |
| ------------------------ | ------------------------ | ------------------------ |
| 1987                     | 2                        | 2                        |
| 1988                     | 0                        | 0                        |
| 1989                     | 0                        | 0                        |
| 1990                     | 5                        | 0                        |
| 1991                     | 0                        | 0                        |
| 1992                     | 0                        | 0                        |
| 1993                     | 0                        | 0                        |
| 1994                     | 2                        | 0                        |
| Tổng cộng                | 9                        | 2                        |